# Calhoun County (Illinois)
Das Calhoun County ist ein County im US-amerikanischen Bundesstaat Illinois. Im Jahr 2010 hatte das County 5089 Einwohner und eine Bevölkerungsdichte von 7,7 Einwohnern pro Quadratkilometer. Der Verwaltungssitz (County Seat) ist Hardin.
Teile des Calhoun County sind Bestandteil des Metro-East genannten östlichen Teils der Metropolregion Greater St. Louis um die Stadt St. Louis im benachbarten Missouri.

## Geografie
Das County liegt am westlichen Rand von Illinois und hat eine Fläche von 735 Quadratkilometern, wovon 77 Quadratkilometer Wasserfläche sind. Die Westgrenze des Countys ist gleichzeitig die Grenze zu Missouri und wird durch den Mississippi River gebildet. Im Osten wird das County durch den Illinois River begrenzt. Da beide Flüsse im Süden zusammentreffen ist das Calhoun County eigentlich eine Halbinsel. An das Calhoun County grenzen folgende Nachbarcountys:
| Pike County (Missouri)    | Pike County                   | Greene County |
| Lincoln County (Missouri) |                               | Jersey County |
|                           | St. Charles County (Missouri) |               |

## Geschichte

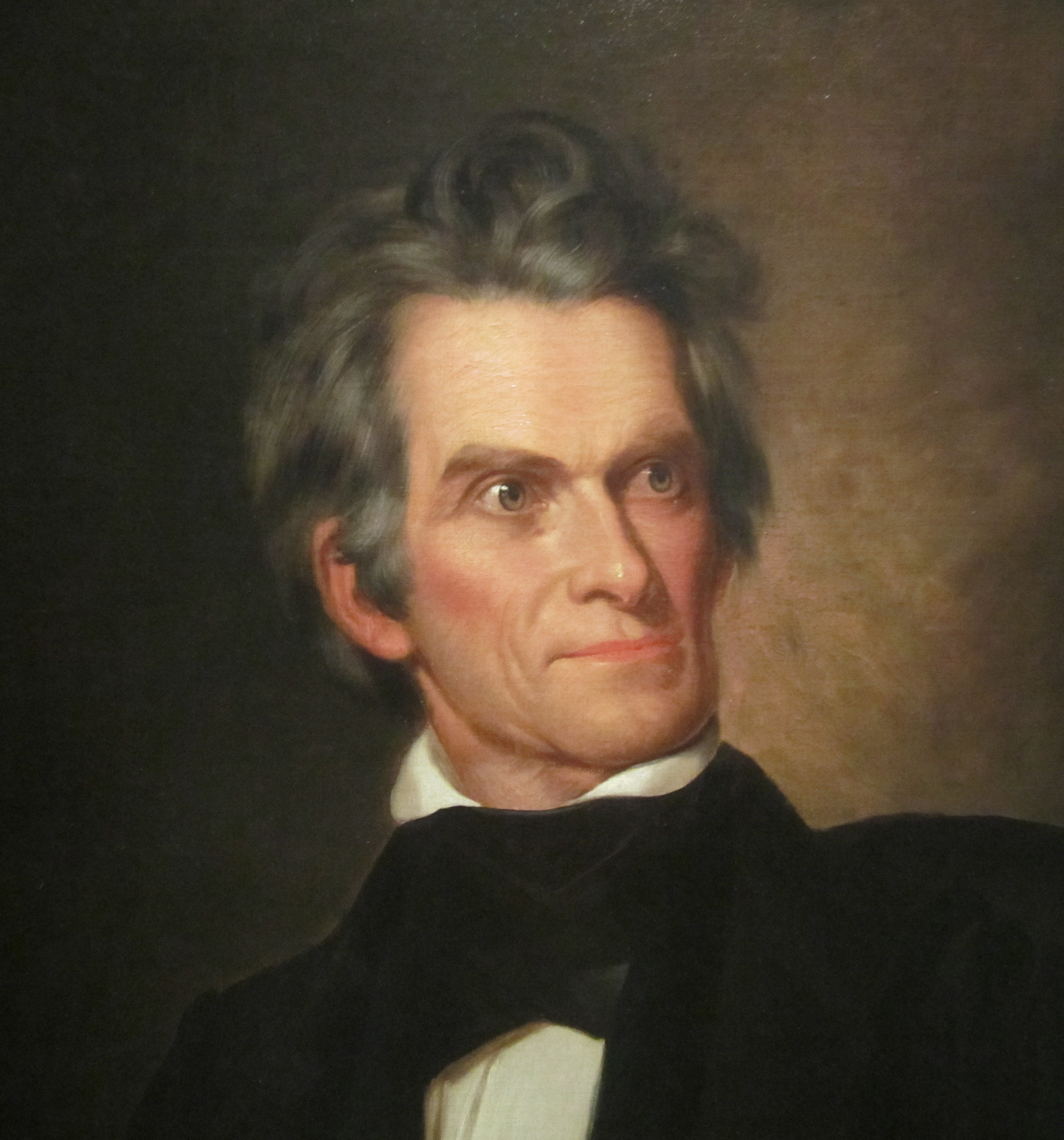
John C. Calhoun

Das Calhoun County wurde am 10. Januar 1825 aus einem Teil des Pike County gebildet. Benannt wurde es nach John C. Calhoun (1782–1850), dem Kriegsminister unter Präsident James Monroe (1817–1825), siebten Vizepräsidenten der USA unter den Präsidenten John Quincy Adams und Andrew Jackson (1825–1832) und Außenminister unter den Präsidenten John Tyler und James K. Polk (1844–1845).

Von 1825 bis 1847 war Gilead der Sitz der County-Verwaltung, danach kurzzeitig Hamburg und noch im gleichen Jahr Hardin.

## Demografische Daten

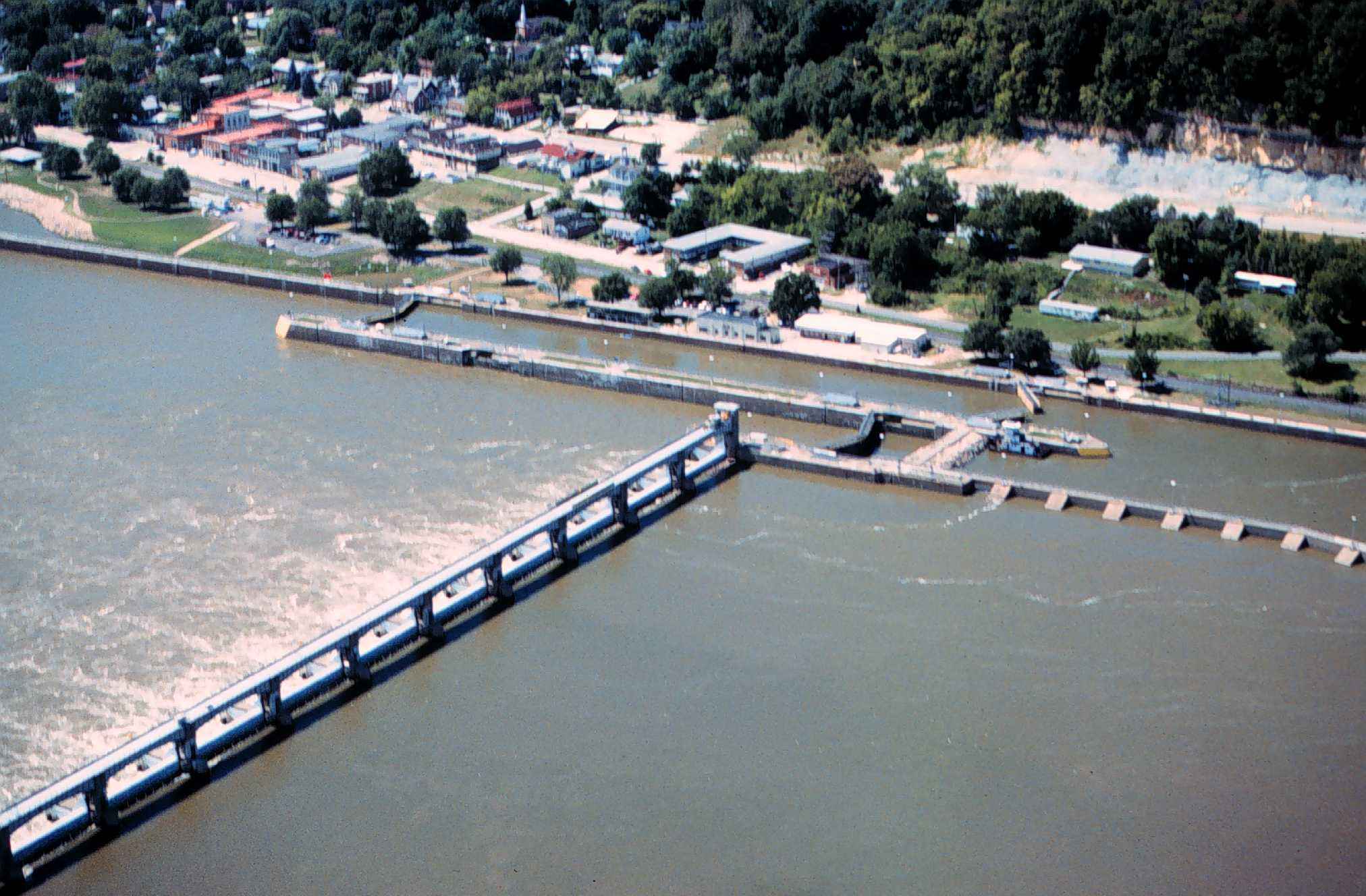
Lock and Dam No. 24 am Mississippi, mit Blick vom Calhoun County aus Richtung Missouri

Nach der Volkszählung im Jahr 2010 lebten im Calhoun County 5089 Menschen in 2043 Haushalten. Die Bevölkerungsdichte betrug 7,7 Einwohner pro Quadratkilometer. In den 2043 Haushalten lebten statistisch je 2,48 Personen.
Ethnisch betrachtet setzte sich die Bevölkerung zusammen aus 98,9 Prozent Weißen, 0,1 Prozent Afroamerikanern, 0,2 Prozent amerikanischen Ureinwohnern, 0,2 Prozent Asiaten sowie aus anderen ethnischen Gruppen; 0,4 Prozent stammten von zwei oder mehr Ethnien ab. Unabhängig von der ethnischen Zugehörigkeit waren 0,8 Prozent der Bevölkerung spanischer oder lateinamerikanischer Abstammung.
21,0 Prozent der Bevölkerung waren unter 18 Jahre alt, 59,5 Prozent waren zwischen 18 und 64 und 19,5 Prozent waren 65 Jahre oder älter. 49,6 Prozent der Bevölkerung war weiblich.

Das jährliche Durchschnittseinkommen eines Haushalts lag bei 44.930 USD. Das Prokopfeinkommen betrug 21.849 USD. 11,3 Prozent der Einwohner lebten unterhalb der Armutsgrenze.

## Ortschaften im Calhoun County
Villages
| - Batchtown - Brussels - Hamburg | - Hardin - Kampsville |

Unincorporated Communities
| - Beechville - Belleview - Birch Island - Centerville - Cliffdale | - Conrad - Deer Plain - Gilead - Golden Eagle - Kritesville | - Marshall Landing - Meppen - Michael - Mozier - Mozier Landing | - Star City - The Crossroads - Turner Landing - Winneberger |

## Gliederung
Das Calhoun County ist in acht Bezirke (precincts) eingeteilt:
| Precinct  | Einwohner (2010) | FIPS     |
| --------- | ---------------- | -------- |
| Belleview | 283              | 17-90360 |
| Carlin    | 138              | 17-90630 |
| Crater    | 525              | 17-90900 |
| Gilead    | 342              | 17-91350 |
| Hamburg   | 561              | 17-91584 |
| Hardin    | 1330             | 17-91602 |
| Point     | 1066             | 17-92502 |
| Richwood  | 844              | 17-92988 |